# Marinus Anton Donk
Marinus Anton Donk (* 14. August 1908 in Situbondo, Java; † 2. September 1972) war ein niederländischer Botaniker und Mykologe. Sein botanisch-mykologisches Autorenkürzel lautet „Donk“.

## Leben
Donk wurde auf Java geboren und absolvierte in den Niederlanden die höhere Schule und das Studium der Biologie an der Universität Utrecht.
Schon als Student arbeitete er mykologisch und schloss 1930 den 1. Teil seiner Revision der Niederländischen Heterobasidiomycetae und Homobasidiomycetae-Aphyllophorales ab. 1933 wurde er mit dem 2. Teil dieser Arbeit promoviert und kehrte anschließend wieder nach Java zurück, wo er von 1934 bis 1940 als Lehrer und ab 1941 als Kustos im Herbarium des Botanischen Gartens Buitenzorg arbeitete. Während des Zweiten Weltkrieges wurde er von der japanischen Besatzung interniert, zudem gingen wertvolle Aufzeichnungen und Manuskripte verloren.
1947 wurde er Leiter des „Herbarium Bogoriense Buitenzorg“ und kehrte 1956 in die Niederlande zurück, wo er die Leitung der Mykologischen Abteilung des Rijksherbarium in Leiden übertragen bekam.
1954 wurde er korrespondierendes und 1962 volles Mitglied der Königlich Niederländischen Akademie der Wissenschaften.

## Forschung
Das Hauptforschungsgebiet von Donk war die Taxonomie der Pilze, vor allem der Aphyllophorales und Heterobasidiomycetes. Er war führend an der Entwicklung eines modernen Systems zur Klassifizierung der Aphyllophorales beteiligt und hatte maßgeblichen Einfluss auf die Nomenklaturregeln bei Pilzen. Viele Gattungen, Arten und Artenkombinationen tragen seinen Namen.

## Schriften
- (1931) Revisie van de Nederlandse Heterobasidiomyceteae (uitgez. Uredinales en Ustilaginales) en Homobasidiomyceteae-Aphyllophraceae : I. (Revision of the Dutch Heterobasidiomycetes (except for the Uredinales and Ustilaginales) and Homobasidiomycetes: Aphyllophraceae) in Mededeelingen van de Nederlandsche Mycologische Vereeniging (Proceedings of the Dutch Mycological Association) 18:20 S. 67–200.
- (1933) Revisie van de Nederlandse Heterobasidiomyceteae (uitgez. Uredinales en Ustilaginales) en Homobasidiomyceteae-Aphyllophraceae : II. in Mededeelingen van het Botanisch Museum en Herbarium van de Rijks Universiteit te Utrecht 9 S. 1–278.
- (1949) New and revised nomina generica conservanda proposed for Basidiomycetes (Fungi) in Annales du Jardin Botanique de Buitenzorg (Annals of the Buitenzorg Botanical Garden) 3rd series, 18 S. 83–168.
- (1949) Nomenclatural notes on generic names of agarics (Fungi: Agaricales) in Annales du Jardin Botanique de Buitenzorg (Annals of the Buitenzorg Botanical Garden) 3rd series, Bd. 18 S. 271–402
- (1959) Notes on Cyphellaceae: 1 in Persoonia 1 S. 25–110.
- (1962) The generic names proposed for the Agaricaceae in Beihefte Nova Hedwigia (supplement to Nova Hedwigia) 5 S. 1–320.
- (1962) Notes on Cyphellaceae: 2 in Persoonia 2 S. 331–348.
- (1964) A conspectus of the families of Aphyllophorales in Persoonia 3 S. 199–324.
- (1964) The generic names proposed for Polyporaceae in Persoonia 1 S. 173–302.